# William Alden Smith
William Alden Smith (Dowagiac, 1859. május 12. – Grand Rapids, 1932. október 11.) az Amerikai Egyesült Államok szenátora (Michigan, 1907–1919).